# Khối lượng rút gọn
Khối lượng rút gọn là một đại lượng vật lý đặc trưng cho khối lượng quán tính hiệu dụng trong bài toán hai vật thuộc cơ học cổ điển Newton hoặc trong lý thuyết va chạm và tán xạ. Nó là một đại lượng thứ nguyên với đơn vị của khối lượng kg. Sử dụng khối lượng rút gọn có thể đưa bài toán hai vật về bài toán một vật giúp đơn giản hóa việc tìm lời giải.

## Bài toán hai vật
Gọi {\displaystyle m_{1}\!\ } và {\displaystyle m_{2}\!\ } là khối lượng của hai vật đang xét. Chuyển bài toán hai vật về bài toán một vật bằng cách sử dụng khối lượng tương đương có giá trị {\displaystyle m_{r}=\mu ={\frac {1}{1/m_{1}+1/m_{2}}}={\frac {m_{1}m_{2}}{m_{1}+m_{2}}}},
và lực đặt lên 'vật tương đương' này là lực tương tác giữa hai vật bân đầu. Khối lượng rút gọn luôn nhỏ hơn hoặc bằng khối lượng của mỗi vật ban đầu.
Sử dụng định luật Newton thứ hai, lực tác dụng của vật 2 lên vật 1 là
{\displaystyle F_{12}=m_{1}a_{1}.\!\ }
Lực tác dụng lên vật 2 từ phía vật 1 là
{\displaystyle F_{21}=m_{2}a_{2}.\!\ }
Theo định luật ba Newton, lực tác dụng giữa hai vật có cùng phương, ngược chiều, cùng độ lớn, tức là:
{\displaystyle F_{12}=-F_{21}.\!\ }
Từ đó suy ra:
{\displaystyle m_{1}a_{1}=-m_{2}a_{2}\!\ }
và
{\displaystyle a_{2}=-{\frac {m_{1}}{m_{2}}}a_{1}.\!\ }
Gia tốc tương đối của hai vật được tính theo công thức:
{\displaystyle a=a_{1}-a_{2}=(1+m_{1}/m_{2})a_{1}={\frac {m_{1}+m_{2}}{m_{1}m_{2}}}m_{1}a_{1}=F_{12}/m_{r}}
Chúng ta thấy rằng vật 1 chuyển động đối với vật 2 giống như một vật có khối lượng tương đương với khối lượng rút gọn.
Sử dụng phương pháp Lagrangian để mô tả hệ hai vật, hàm Lagrangian như sau
{\displaystyle L={1 \over 2}m_{1}\mathbf {\dot {r}} _{1}^{2}+{1 \over 2}m_{2}\mathbf {\dot {r}} _{2}^{2}-V(\vert \mathbf {r} _{1}-\mathbf {r} _{2}\vert )\!\,}
trong đó {\displaystyle m_{i},\mathbf {r} _{i}} tương ứng là khối lượng và vectơ tọa độ của hạt thứ {\displaystyle i}. Thế năng {\displaystyle V} chỉ phụ thuộc vào khoảng cách giữa hai vật. Gọi  {\displaystyle \mathbf {r} \equiv \mathbf {r} _{1}-\mathbf {r} _{2}} và khối tâm của hệ được xác định theo hệ thức {\displaystyle m_{1}\mathbf {r} _{1}+m_{2}\mathbf {r} _{2}=0} thì trong hệ khối tâm ta có:
{\displaystyle \mathbf {r} _{1}={\frac {m_{2}\mathbf {r} }{m_{1}+m_{2}}},\mathbf {r} _{2}={\frac {-m_{1}\mathbf {r} }{m_{1}+m_{2}}}.}
Thay hàm Lagrangian ở trên bằng hàm Lagrangian mới trong hệ quy chiếu khối tâm
{\displaystyle L={1 \over 2}m_{\text{r}}\mathbf {\dot {r}} ^{2}-V(r),}
với {\displaystyle m_{r}} là khối lượng rút gọn của hệ hai vật. Như vậy, ta đã chuyển từ bài toán hai vật về bài toán một vật để đơn giản hóa lời giải.
Khối lượng rút gọn thường được ký hiệu bằng {\displaystyle \mu .}
Khối lượng rút gọn có thể mở rộng cho hệ nhiều vật, sử dụng hệ thức đại số cho đại lượng tương đương sau
{\displaystyle {\frac {1}{x_{eq}}}=1/x_{1}+1/x_{2}+...+1/x_{n}.\!\ }

## Ứng dụng khác
Khối lượng rút gọn được sử dụng rộng rãi trong các bài toán liên quan đến hệ hai vật (hoặc nhiều hơn). Ngoài ra, nó còn là một giải pháp hữu hiệu trong lý thuyết va chạm để giải quyết các vấn đề liên quan. Chẳng hạn, nếu hệ số phản xạ sau va chạm là e, sự biến đổi năng lượng có thể biểu diễn theo công thức sau:
{\displaystyle \Delta K={\frac {1}{2}}\mu v_{rel}^{2}(e^{2}-1)},
trong đó {\displaystyle v_{rel}\!\ } là vận tốc tương đối của các vật trước va chạm.